# Instituto da Defesa Nacional
O Instituto da Defesa Nacional (IDN) MHIH é uma entidade pública tutelada pelo Ministério da Defesa Nacional de Portugal, com sede em Lisboa. A instituição tem como objetivo estudar, investigar e divulgar os problemas da segurança e defesa nacional e internacional. Apesar de integrada ao Ministério da Defesa Nacional, no exercício das suas atribuições, o IDN goza de autonomia científica e pedagógica.

## Competências
Compete ao IDN desenvolver as seguintes ações:
- Contribuir para a definição e atualização de uma cultura estratégica de defesa nacional;
- Promover o estudo e a investigação nos domínios da segurança e das relações internacionais;
- Sensibilizar a sociedade civil para os problemas da segurança e defesa nacional, em especial no que se refere à consciência dos valores fundamentais que lhe são inerentes, dos factores que a ameaçam e dos deveres que neste domínio a todos vinculam;
- Desenvolver o esclarecimento recíproco e a valorização dos quadros das Forças Armadas, da Administração Pública e das Universidades, através do estudo, divulgação e debate dos grandes problemas nacionais e da conjuntura internacional.
- Organizar cursos de defesa nacional, cursos de defesa para jovens, ciclos de estudos, seminários e estágios;
- Desenvolver estudos e trabalhos de investigação nos domínios da segurança, defesa, relações internacionais e direito internacional público;

## Historial
O atual IDN resulta do desenvolvimento institucional do Instituto de Altos Estudos da Defesa Nacional, organismo criado na dependência do Ministro da Defesa Nacional pelo Decreto-lei 48146, de 23 de Dezembro de 1967.
Na sequência do golpe de 25 de Abril de 1974, a actividade do Instituto de Altos Estudos da Defesa Nacional (IAEDN) foi suspensa indefinidamente. 
Surge em meados de junho de 1974, por iniciativa do General Costa Gomes, a 5.ª Divisão do Estado-Maior General das Forças Armadas (EMGFA), que alberga o Centro de Sociologia Militar, sucessor do IAEDN. A 5.ª Divisão é formalmente encerrada em 3 de outubro de 1975, no fim do chamado Verão Quente, cessando operações somente em 25 de novembro de 1975, em consequência dos eventos desse dia, sobrevivendo-lhe o centro em questão.
Em 1976 este centro foi reformulado, dando origem ao Instituto da Defesa Nacional, mantendo dependência do Chefe do Estado-Maior-General das Forças Armadas. Em 1982, o IDN volta para a dependência directa do Ministro da Defesa Nacional.
A 20 de Novembro de 2001 foi feito Membro-Honorário da Ordem do Infante D. Henrique.